# La Piedra, Guerrero
La Piedra är en ort i Mexiko.   Den ligger i kommunen Zirándaro och delstaten Guerrero, i den södra delen av landet, 250 km sydväst om huvudstaden Mexico City. La Piedra ligger 1 125 meter över havet och antalet invånare är 116.
Terrängen runt La Piedra är huvudsakligen kuperad, men västerut är den bergig. Runt La Piedra är det glesbefolkat, med 11 invånare per kvadratkilometer. Närmaste större samhälle är San Rafael, 5,5 km söder om La Piedra. I omgivningarna runt La Piedra växer huvudsakligen savannskog.